# Poa saltuensis ssp. languida
Poa saltuensis ssp. languida là một phân loài cỏ trong họ hòa thảo, thuộc chi poa.